# 館林市立第四小学校
館林市立第四小学校（たてばやししりつ だいよんしょうがっこう）は、群馬県館林市に所在する公立小学校。

## 概要
- 校歌
  - 作詞：植村享
  - 作曲：鈴木比呂志

## 沿革
- 1873年（明治6年）12月17日 - 北大島村、大曲村、大荷場村、細谷村、離村、除川村、西岡村、西岡新田村の8ヵ村を連合し創立。
- 1885年（明治18年）1月 - 邑楽第二小学校分教場と改称。
- 1886年（明治19年）4月 - 邑楽第三尋常小学校と改称。
- 1887年（明治20年）4月 - 北大島尋常小学校と改称。
- 1890年（明治23年）4月 - 大島尋常小学校と改称。
- 1910年（明治43年）4月 - 高等科を併設し、大島尋常小学校と改称。
- 1941年（昭和16年）3月 - 大島村尋常高等小学校と改称
  - 4月 - 大島村国民学校と改称。
- 1947年（昭和22年）4月 - 大島村立大島小学校と改称。
- 1954年（昭和29年）4月 - 館林市立大島小学校と改称、田谷地区大島小学校へ編入。
- 1966年（昭和41年）4月 - 館林市立第四小学校と改称。

## 学区
- 大島町[1]
- 千塚町
- 田谷町

## 学校周辺
- 館林警察署 大島駐在所
- 大島郵便局